# 大庭秀雄
大庭 秀雄（おおば ひでお、1910年2月28日 - 1997年3月10日）は、東京市赤坂区青山（現・東京都港区青山）出身の映画監督である。妻は女優の森川まさみ。

## 経歴

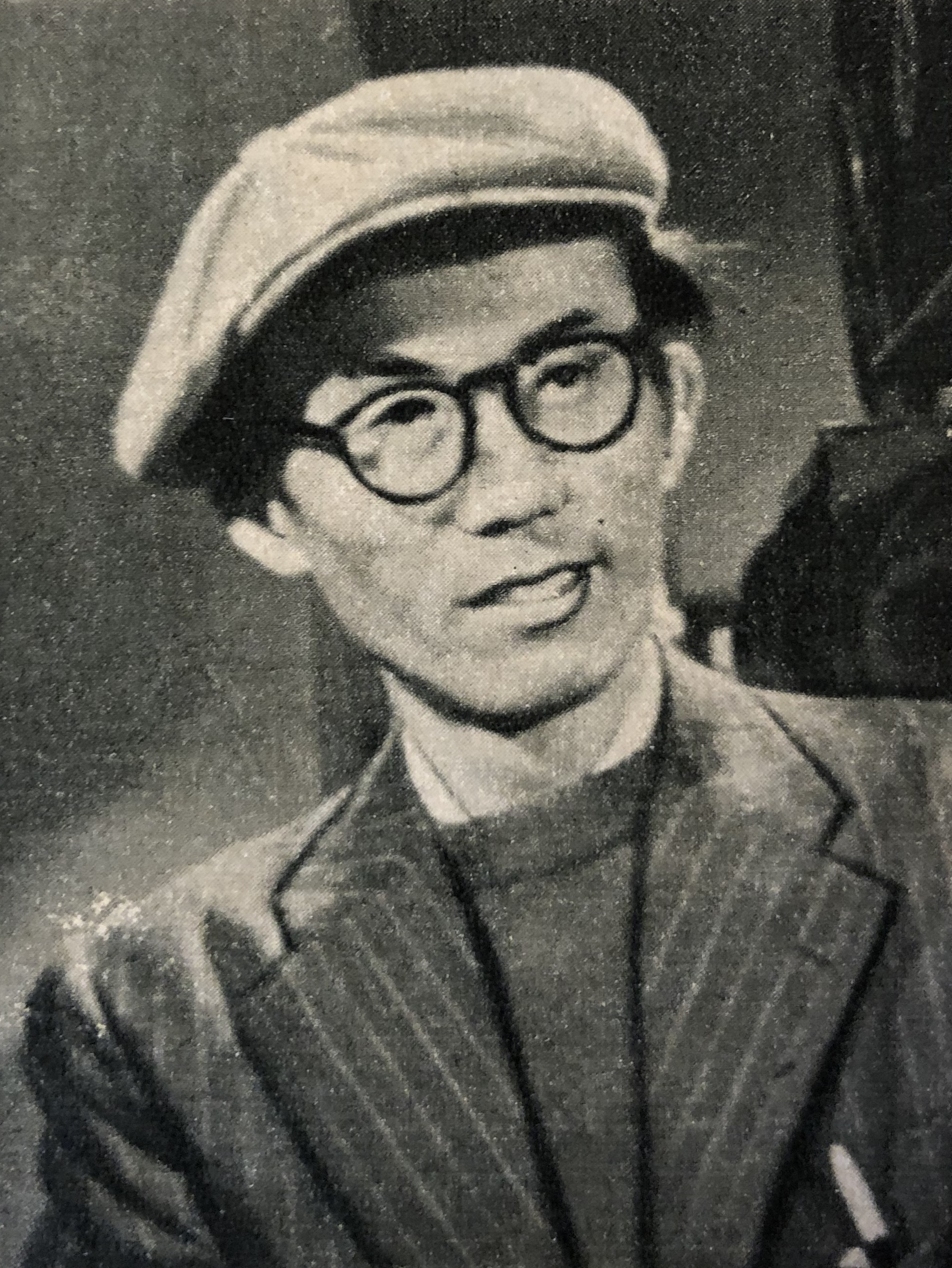
1954年

慶應義塾大学国文科卒業後、松竹に入社、映画監督佐々木康の助監督を経て、1939年に『良人の価値』で監督デビューした。監督デビューの1年前に、脚本家として『愛より愛へ』を手掛けた。
1953年に菊田一夫原作のラジオドラマを映画化した作品『君の名は』は1954年まで全3部作を手掛けていた。
晩年は日本映画学校（現：日本映画大学）で、指導に当たっていた。

## 作品
- 『良人の価値』（1939年）
- 『秘めたる心』（1940年）
- 『花は偽らず』（1941年）
- 『むすめ』（1943年）
- 『帰郷』（1950年）
- 『長崎の鐘』（1950年）

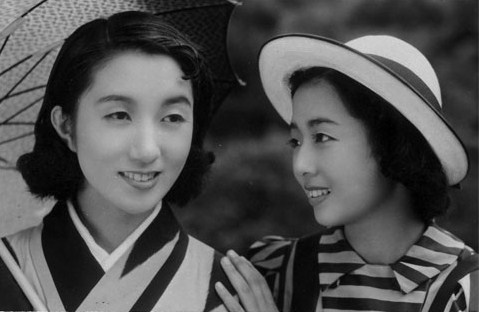
『秘めたる心』（1940年）

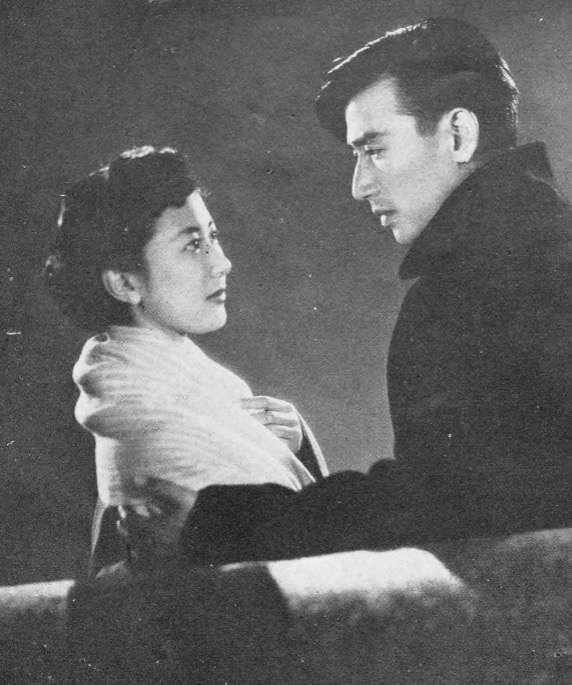
『君の名は 第三部』（1954年）

- 『君の名は』（全3部作）（1953年 - 1954年）
- 『あなたと共に』（1955年）
- 『絵島生島』（1955年）
- 『晴れた日に』（1956年）
- 『眼の壁』（1958年）
- 『ある落日』（1959年）
- 『残菊物語』（1963年）
- 『雪国』（1965年）
- 『横堀川』（1966年）
- 『春日和』（1967年）
- 『稲妻』（1967年）
- 『永訣(わかれ)』（1969年）

ほか